# Manuel Knoll (Politikwissenschaftler)
Manuel Andreas Knoll (* 19. November 1964 in München) ist ein deutscher Politikwissenschaftler und Philosoph.
Nach dem Studium der Philosophie, Politikwissenschaft und Geschichte an der Ludwig-Maximilians-Universität München wurde Knoll dort im Jahr 2000 mit einer Dissertation über Theodor W. Adorno promoviert. Die Habilitation mit der Lehrbefugnis „Politische Theorie und Philosophie“ erfolgte ebendort im Jahr 2008 bei Julian Nida-Rümelin und Peter Cornelius Mayer-Tasch mit einer Schrift unter dem Titel Aristokratische oder demokratische Gerechtigkeit? Die politische Philosophie des Aristoteles und Martha Nussbaums egalitaristische Rezeption. Zwischen 1998 und 2011 unterrichtete Knoll als Lehrbeauftragter an der Ludwig-Maximilians-Universität München und der Hochschule für Politik München. Zwischen 2011 und 2023 hatte Knoll drei ordentliche Professuren (zwei für Philosophie, eine für Politikwissenschaft)  in Istanbul inne. Seit Januar 2024 ist er wieder als Privatdozent für Politische Theorie und Philosophie an der Ludwig-Maximilians-Universität München tätig.
Knoll arbeitet vor allem zur politischen Philosophie von der Antike (Platon, Aristoteles) bis in die Gegenwart (insbesondere Friedrich Nietzsche, Michael Walzer, Martha Nussbaum). Zur Politik des Aristoteles vertritt er gegen die entwicklungstheoretische Sicht von Eckart Schütrumpf eine unitarische Auffassung, nach der die Politik aus einem Guss konzipiert wurde.

## Schriften (Auswahl)
- (Hrsg. mit Stephen Snyder und Nurdane Şimşek): New Perspectives on Distributive Justice. Deep Disagreements, Pluralism, and the Problem of Consensus. De Gruyter, Berlin/Boston 2019.
- Antike griechische Philosophie. (De Gruyter Studienbuch). De Gruyter, Berlin/Boston 2017.
- (Hrsg. mit Francisco L. Lisi): Platons Nomoi. Die politische Herrschaft von Vernunft und Gesetz. (Reihe Staatsverständnisse). Nomos, Baden-Baden 2017.
- (Hrsg. mit Michael Spieker): Michael Walzer. Sphären der Gerechtigkeit. Ein kooperativer Kommentar. (Reihe Staatsdiskurse). Franz Steiner, Stuttgart 2014.
- (Hrsg. mit Barry Stocker): Nietzsche as Political Philosopher. (Reihe Nietzsche Today). De Gruyter, Berlin/Boston 2014.
- (Hrsg. mit Stefano Saracino): Das Staatsdenken der Renaissance – Vom gedachten zum erlebten Staat. (Reihe Staatsverständnisse). Nomos, Baden-Baden 2013.
- Die “Politik” des Aristoteles – Aufsatzsammlung oder einheitliches Werk? Replik auf Eckart Schütrumpfs Erwiderung. In: Zeitschrift für Politik 4, 2011, S. 410–423.
- Die „Politik“ des Aristoteles – eine unitarische Interpretation. In: Zeitschrift für Politik 2, 2011, S. 123–147.
- (Hrsg. mit Stefano Saracino): Niccolò Machiavelli – Die Geburt des Staates. (Reihe Staatsdiskurse). Franz Steiner, Stuttgart 2010.
- Aristokratische oder demokratische Gerechtigkeit? Die politische Philosophie des Aristoteles und Martha Nussbaums egalitaristische Rezeption. Fink, München 2009.
- Theodor W. Adorno. Ethik als erste Philosophie. Fink, München 2002.